# إلينور باركر
إلينور باركر (بالإنجليزية: Elinor Barker) مواليد 7 سبتمبر 1994 في كارديف، هي درّاجة ويلزية. شاركت وحققت ميدالية في دورة ألعاب الكومنولث.

## الميداليات
| الميدالية | المسابقة                               |
| --------- | -------------------------------------- |
| ذهبية     | بطولة العالم للدراجات على المضمار 2013 |
| ذهبية     | بطولة العالم للدراجات على المضمار 2014 |
| فضية      | بطولة العالم للدراجات على المضمار 2015 |
| فضية      | دورة ألعاب الكومنولث 2014              |

## روابط خارجية
- إلينور باركر على موقع الاتحاد الدولي للدراجات (الإنجليزية)
- إلينور باركر على موقع أرشيف الدراجات (الإنجليزية)
- إلينور باركر على موقع إحصائيات الدراجات الإحترافية (الإنجليزية)
- إلينور باركر على موقع CycleBase (الإنجليزية)
- إلينور باركر على موقع اللجنة الأولمبية الدولية (الإنجليزية)
- إلينور باركر على موقع أوليمبيديا (الإنجليزية)
- إلينور باركر على موقع اللجنة الأولمبية البريطانية (الإنجليزية)
- إلينور باركر على موقع اتحاد ألعاب الكومنولث (مؤرشف) (الإنجليزية)